# Ranunculus abortivus

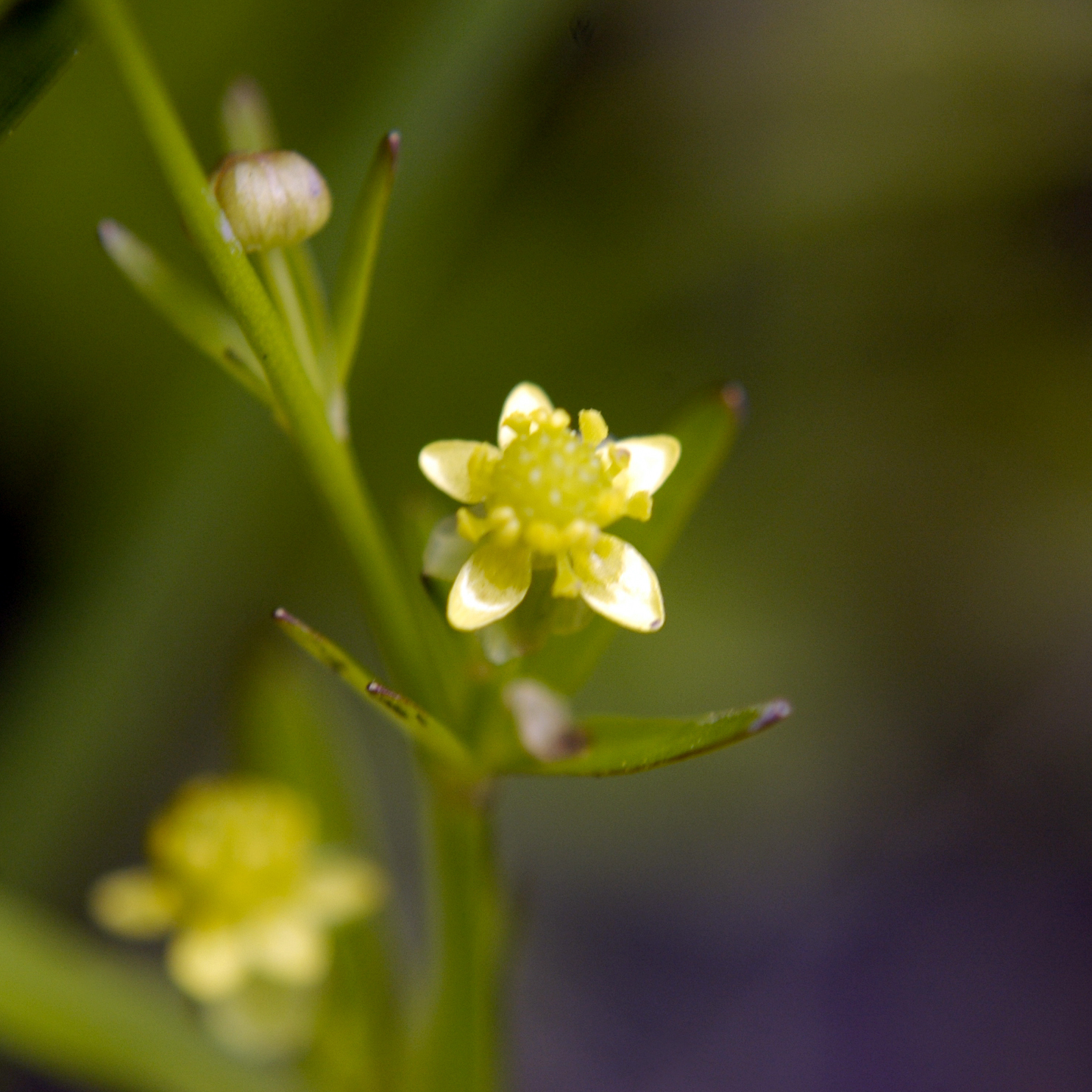
Blüte von Ranunculus abortivus

Ranunculus abortivus ist eine Pflanzenart aus der Familie der Hahnenfußgewächse.

## Beschreibung
Ranunculus abortivus ist eine ausdauernde Pflanze, die 10 bis 60 Zentimeter hoch wird. Die Stängel sind aufrecht oder fast aufrecht und kahl. Die Wurzeln sind 0,5 bis 1,5 Millimeter dick, fadenförmig und gelegentlich an ihrer Basis erweitert. Die Grundblätter sind bleibend. Ihre Blattspreiten sind 1,4 bis 4,2 Zentimeter lang und 2,5 bis 2 Zentimeter breit, nierenförmig bis kreisrund und ungeteilt. Manchmal können die innersten allerdings dreiteilig oder dreiblättrig sein. Der Blattgrund ist gering bis stark herzförmig, der Blattrand ist sehr schwach und abgerundet gekerbt bis lappig-gekerbt, die Spitze ist abgerundet bis stumpf-abgerundet. 
An jedem Stängel befinden sich 3 bis 50 Blüten. Der Blütenstiel ist kahl oder fast kahl, der Blütenboden dünn bis sehr dünn behaart. Die Kelchblätter sind 2,5 bis 4 Millimeter lang, 1 bis 2 Millimeter breit und auf der Unterseite unbehaart. Die fünf Kronblätter sind 1,5 bis 3,5 Millimeter lang und 1 bis 2 Millimeter breit, sie sind gelb. Die Schuppe der Nektardrüse ist unbehaart. Die Köpfe der Achänen sind 3 bis 6 Millimeter lang, 2,5 bis 5 Millimeter breit und eiförmig. Die Achänen sind kahl, 1,4 bis 1,6 Millimeter lang und 1 bis 1,5 Millimeter breit. Der Schnabel ist 0,1 bis 0,2 Millimeter lang, pfriemenförmig und gebogen.
Die Chromosomenzahl beträgt 2n = 16.
Die Blütezeit reicht vom späten Winter (März) bis zum Sommer (Juli).

## Vorkommen
Ranunculus abortivus kommt in Kanada und den Vereinigten Staaten von Amerika vor. Die Art fehlt im äußersten Norden (dem größten Teil von Alaska mit Ausnahme der Kenai-Halbinsel, Yukon, den Nordwest-Territorien und Nuvatu, sowie nördlichen Teilen von Alberta, Saskatchewan, Manitoba, Ontario, Québec sowie Neufundland und Labrador): Sie fehlt auch in den Vereinigten Staaten einem großen Gebiet im Südwesten (die Grenze des Areals läuft durch British Columbia, Washington, Idaho, Montana, Wyoming, Colorado, Nebraska, Kansas, Oklahoma und Texas) und einer kleineren Fläche im Südosten (dem größten Teil Floridas und dem Südosten von Georgia und South Carolina). Ein disjunktes Vorkommen besteht im Norden New Mexicos.
Die Art wächst in Wäldern, auf Grünland, auf Brachen und auf Kahlschlägen in Höhenlagen von 0 bis 3100 Meter.

## Systematik
Ranunculus abortivus wurde 1753 von Carl von Linné in Species Plantarum, Tomus 1, S. 551 erstbeschrieben.

## Nutzung
Indianerstämme nutzten Ranunculus abortivus zu verschiedenen medizinischen Zwecken.

## Belege
- Alan T. Whittemore: Ranunculus abortivus. In: Flora of North America. Vol. 3. online